# Maty (entreprise)
Pour les articles homonymes, voir Maty.

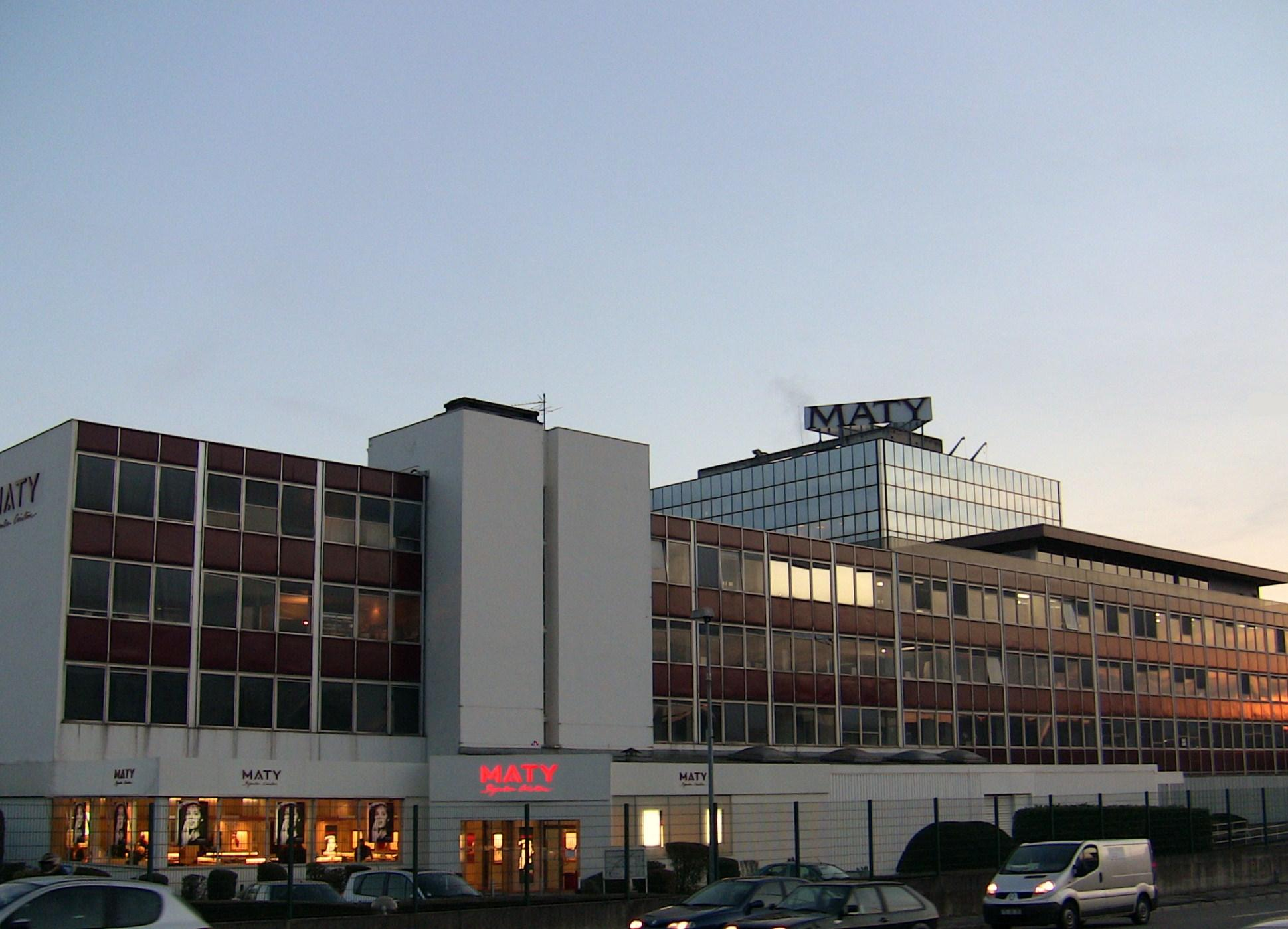
Le siège de l'entreprise à Besançon.

Maty est une entreprise d'horlogerie et de joaillerie créée en 1951 à Besançon.

## Histoire
Son fondateur, Gérard Mantion, natif de Besançon, se lance dans la vente par correspondance en 1951, à l'âge de 24 ans. Besançon est à l’époque capitale de l’horlogerie française. La nouvelle entreprise Maty s'établit dans un petit local de la rue Jeanneney. Manquant de moyen pour ouvrir une boutique, Gérard Mantion et son épouse Elyane se lancent dans la vente par correspondance en éditant un premier catalogue. Celui-ci contient 12 pages présentant 67 modèles de montres pour hommes et femmes. Maty se fait connaître grâce à des petites annonces passées dans Le Chasseur français. Par la suite, Maty propose de la joaillerie en plus de l'horlogerie.
En 1968 Maty ouvre sa première bijouterie à Besançon. 25 ans plus tard, en 1993, Maty ouvre sa bijouterie emblématique située place de l'Opéra à Paris.
Aujourd'hui Maty compte une quarantaine de bijouteries en France, en propre et en affiliation. La première bijouterie qui a été ouverte en affiliation, et celle de Pontarlier, en 2022.

## Chiffres et repères
Maty est la partie commerciale (VAD et distribution en bijouterie) du groupe GEMAFI.
En 2005, l'entreprise détient la première place en Europe pour la vente de bijoux par correspondance.
Maty est engagée dans plusieurs causes comme l'environnement. Elle a été une marque pionnière du diamant synthétique en France, en lançant sa toute première collection de bijoux en diamant synthétique en 2018.
Maty propose depuis plus de 20 ans des bijoux d'occasion, et a étayé son offre en vendant des bijoux et des montres d'occasion sur son site internet en 2021.
Maty a été élu le meilleur site de commerce en ligne par la rédaction de Capital dans la catégorie "Bijouterie-Joaillerie" deux années consécutives en 2021 et 2022. Puis dans le top des meilleurs sites de e-commerce de la catégorie "Bijouterie-Joaillerie" en 2023, 2024, 2025. 
En 2024, Maty rachète Cresus,, le spécialiste de la seconde main horlogère de luxe.